# Secrets (Cross)
Secrets is het achtste muziekalbum van de Zweedse band Cross uit Huddinge. Het album werd in 1999 en 2000 opgenomen in de nieuwe Progress Studio in Stockholm en werd in 2000 uitgebracht via het muzieklabel Progress Records. Het genre van de muziek op het album is neoprog, een subgenre van progressieve rock. In 2008 werd een geremasterde versie uitgebracht van het album. 

## Productie en bezetting
De band was tijdens de opnames een trio geworden; Hansi Cross (gitaar, synthesizers en zang), Lolle Andersson (basgitaar, baspedalen) en Tomas Hjort (slagwerk en percussie). Hansi Cross en Tomas Hjort waren tevens de producers van het album.
Verder werkte Olav Andersson (op synthesizers en mellotron) en Lars Borgtröm op de cello mee aan het album. Jock Millgårdh (Tai) zong op twee nummers mee en Lizette von Panajott zong op twee nummers achtergrondzang.

## Ontvangst
Door de liefhebbers werd het album als een positief ontvangen.Eind 2007 is ook Markwin Meeuws  van ProgWereld erg positief over het album, hij duidt het als een ' toegankelijke en uiterst fris plaatje'. Hij duidt de plaat ook toegankelijk voor een breder publiek en de 'zuiverste neoprog-cd sinds jaren'. De muziek doet hem wel denken aan de Britse band Arena zonder dat het doet denken aan Genesis en Marillion.

## Nummers
| Nr. | Titel                          | Duur  |
| --- | ------------------------------ | ----- |
| 1.  | Bleeding in silence            | 8:05  |
| 2.  | Little one                     | 1:43  |
| 3.  | The core                       | 8:21  |
| 4.  | Awakenings                     | 5:36  |
| 5.  | Changed reality                | 8:33  |
| 6.  | Pall of illusion               | 3:34  |
| 7.  | Welcome to Utopia              | 17:29 |
| 8.  | Wedding Song (verborgen track) | 2:34  |